# سیارک ۲۱۷۴۲
سیارک ۲۱۷۴۲ (به انگلیسی: 21742 Rachaelscott، نامگذاری:1999RU163) بیست و یک هزار و هفتصد و چهل و دومین سیارک کشف شده‌است که در ۹ سپتامبر ۱۹۹۹ کشف شد.
قدر مطلق سیارک برابر ۱۴٫۶ است.